# لوپامودرا راوت
لوپامودرا راوت یک مدل هندی، ملکه زیبایی و بازیگر اهل ماهاراشترا است. راوت نماینده هند در مراسم Miss United Continents در سال ۲۰۱۶ بود که در آن مقام دوم را به دست آورد. وی همچنین در این جشنواره عنوان «بهترین لباس ملی» را برای هند دریافت کرد. در سال ۲۰۱۶، او در Bigg Boss 10 Colors TV شرکت کرد و در آنجا نفر دوم شد.

## تحصیلات
راوت مهندس برق است. وی در سال ۲۰۱۴ مدرک مهندسی برق خود را از دانشگاه مهندسی G. H. Raisoni College of Engineering Nagpur دریافت کرد.

## حرفه

### مدل‌سازی و صفحه بندی
راوت در سال ۲۰۱۳ در Femina Miss India Goa شرکت کرد و در آنجا به عنوان 1st Runner Up به پایان رسید. این یک ورود مستقیم به او داد تا در Femina Miss India 2013، جایی که او یک فینالیست بود شرکت کند. او سپس در Femina Miss India 2014 شرکت کرد و در آن زیرنویس "Miss Body Beautiful" را بدست آورد و آن را به صدر ۵ رساند. در همان سال، او در مسابقات Miss Diva 2014 شرکت کرد و آن را به عنوان یک فینالیست در صدر ۷ قرار داد. در سال ۲۰۱۶، او توسط برگزارکنندگان Femina انتخاب شد تا در بخش Miss Miss قاره‌ها به رقابت بپردازد. راوت به عنوان دومین دونده در Miss United قاره ۲۰۱۶ که در ۲۵ سپتامبر ۲۰۱۶ در گویاویل، اکوادور اتفاق افتاد، تاج گذاری شد.

### تلویزیون
در سال ۲۰۱۶، رات در Bigg Boss 10 در Colors TV به عنوان یک شرکت کننده در مسابقات مشهور شرکت کرد و به عنوان دومین مسابقه برتر ظاهر شد. در سال ۲۰۱۷، راوت در Fear Factor: Khatron Ke Khiladi 8 شرکت کرد و به عنوان نیمه نهایی به پایان رسید.

### فیلم‌ها
راوت اولین فیلمش را با Blood Story ، یک هیجان انگیز روانشناختی آغاز خواهد کرد.

## رسانه‌ها
راوت ۵ در رتبه‌بندی شد بار از هند مطلوب‌ترین فهرست ' ماهاراشترا.
او همچنین در ذکر شده بود بار از هند ۵۰ بیشتر زنان مطلوب ' 2017.
1. ↑  "Bigg Boss 10's runner up Lopamudra Raut rings in her birthday with Bffs Rohan Mehra, Kanchi Singh and others". The Times of India.
2. ↑  "Lopamudra Raut at Raisoni College in Nagpur". The Times of India.
3. ↑  "Lopamudra Raut: I want people to see me as more than just a pretty girl". The Times of India.
4. 1 2  "Lopamudra Raut will represent India at Miss United Continents 2016". The Times of India. Archived from the original on 3 October 2016. Retrieved 19 December 2019.
5. 1 2  "India's Lopamudra Raut is second runner-up in Miss United Continents". The Indian Express (به انگلیسی).
6. ↑  "India's Lopamudra wins Best National Costume at Miss United Continents 2016". The Times of India.
7. ↑  "Bigg Boss 10 finale: Lopamudra Raut walks out of the house as second runner up". Mumbai Mirror.
8. ↑  "Miss Diva 2014 Top 16 Finalists Unveiled". IB Times.
9. ↑  "Bigg Boss 10: Lopamudra Raut becomes the second runner-up of Salman Khan's show". Bollywood Life (به انگلیسی).
10. ↑  "Lopamudra Raut to participate in Khatron Ke Khiladi". The Times of India.
11. ↑  "Lopamudra Raut to make acting debut with 'Blood Story'". Biz Asia (به انگلیسی).
12. ↑  "Maharashtra's Queens of Desire". The Times of India.
13. ↑  "50 Most Desirable Women 2017". The Times of India.